# Armide (Gluck)
Armide è una tragédie lyrique di Christoph Willibald Gluck, basata su un libretto di Philippe Quinault. La quinta produzione di Gluck per le scene parigine la preferita del compositore fra tutte le sue opere, fu rappresentata in prima il 23 settembre 1777 dall'Académie Royale de Musique, ora Opéra national de Paris, nella seconda Salle du Palais-Royal a Parigi.

## Contesto e storia delle esecuzioni
Gluck utilizzò lo stesso libretto che Philippe Quinault aveva scritto per Jean-Baptiste Lully nel 1686, sulla base della Gerusalemme liberata di Torquato Tasso. Gluck sembrò a suo agio nell'affrontare a testa alta le tradizioni francesi, quando compose Armide. Lully e Quinault erano i veri e propri fondatori del melodramma serio in Francia e Armide era generalmente riconosciuta come il loro capolavoro, quindi fu una mossa audace da parte di Gluck scrivere una nuova musica sulle stesse parole di Quinault.
Un tentativo simile di scrivere una nuova opera sul libretto di Thésée, compiuto da Jean-Joseph de Mondonville nel 1765, era finito in un disastro, col pubblico che chiedeva che fosse sostituito dal Lully originale. Usando questo libretto di Armide, Gluck sfidò le consuetudini da sempre esistenti ed apparentemente inviolabili della prassi francese e in questo processo rivelò quei valori capaci di rinnovamento attraverso una sensibilità compositiva "moderna". La risposta della critica e la conseguente polemica comportarono uno di quei grandi imbrogli comuni alla vita intellettuale francese.
Gluck aveva toccato un nervo nella sensibilità dei francesi e sebbene Armide non fosse una delle sue opere più popolari, è rimasta un punto di riferimento fondamentale nella tradizione operistica francese ed è stata calorosamente elogiata da Berlioz nel suo Memorie. Gluck ha anche fissato uno stile diverso per il ripristino delle opere di Lully/Quinault: il rivale di Gluck Piccinni seguì il suo esempio con Roland nel 1778 e Atys nel 1780; Nello stesso anno, Philidor produsse un nuovo Persée; e Gossec offrì la sua versione di Thésée nel 1782. Gluck stesso si dice che abbia lavorato su un'opera basata sul Roland, ma la abbandonò quando sentì che Piccinni aveva preso in considerazione lo stesso libretto.
La prima ripresa moderna di Armide fu presentata al Théâtre National de l'Opéra (ora denominato Opéra National de Paris) nel 1905 con la Lucienne Bréval nel ruolo della protagonista, Alice Verlet, Agustarello Affré, Dinh Gilly e Geneviève Vix. Il Metropolitan Opera mise in scena il lavoro per l'apertura della sua stagione 1910-1911 con un cast guidato da Olive Fremstad, Enrico Caruso e Louise Homer.

## Ruoli
| Ruolo                                                                                    | Tipo voce                     | Cast della prima, 23 settembre 1777 (Conductor) |
| ---------------------------------------------------------------------------------------- | ----------------------------- | ----------------------------------------------- |
| Armide, una maga, Principessa di Damasco                                                 | soprano                       | Rosalie Levasseur                               |
| Renaud, un Crociato                                                                      | haute-contre                  | Joseph Legros                                   |
| Phénice, Confidente di Armide                                                            | soprano                       | M.lle LeBourgeois                               |
| Sidonie, Confidente di Armide                                                            | soprano                       | M.lle Châteauneuf                               |
| Hidraot, un mago, Re di Damasco                                                          | basse-taille (basso-cantante) | Nicolas Gélin                                   |
| Odio                                                                                     | soprano                       | Céleste [Célestine] Durancy                     |
| Il Cavaliere Danese, un Crociato                                                         | haute-contre                  | Étienne Lainez (anche pronunciato Lainé)        |
| Ubalde, un Crociato                                                                      | basse-taille                  | Henri Larrivée                                  |
| Un demone nella forma di Lucinde, Amorosa del Cavaliere Danese                           | soprano                       | Anne-Marie-Jeanne Gavaudan "l'aînée"            |
| Un demone nella forma di Mélisse, Amata da Ubalde                                        | soprano                       | Antoinette Cécile de Saint-Huberty              |
| Aronte, custode dei prigionieri di Armide                                                | basse-taille                  | Georges Durand                                  |
| Artémidore, un Crociato                                                                  | haute-contre                  | Thirot                                          |
| Una naiade                                                                               | soprano                       | Anne-Marie-Jeanne Gavaudan "l'aînée"            |
| Una pastorella                                                                           | soprano                       | Anne-Marie-Jeanne Gavaudan "l'aînée"            |
| Un piacere                                                                               | soprano                       | Antoinette Cécile de Saint-Huberty              |
| popolo di Damasco, ninfe, pastori e pastorelle, suite di Odio, demoni, Piaceri, corifei. |                               |                                                 |

## Trama
Per lo svolgimento della storia vedi  Armide di Lully. Gluck tenne il libretto così com'era, sebbene abbia tagliato il prologo allegorico e aggiunto poche righe di sua iniziativa alla fine del terzo atto. Allo stesso modo i ruoli e le disposizioni delle voci sono gli stessi che nell'opera di Lully.

### Ouverture
L'ouverture è preso dal Telemaco e ci mostra la contrapposizione fra amore e dovere che turberà Armide, la tessitura orchestrale presenta sia temi di tipo marziale che motivi cantabili.

### Atto 1
Fenicia e Sidonie elogiano la bellezza e il potere di Armide, ma lei si lamenta di non essere in grado di affascinare Renaud. Hidraot sollecita la nipote a sposarsi, ma lei non vorrebbe, perché ha paura di perdere la libertà (Aria:"La chaine de l'Hymnen"). Mentre la gente sta celebrando la vittoria con balli, arriva di corsa Aronte raccontando che un nemico ha liberato i prigionieri. Armide si rende conto che si tratta di Renaud e tutti quanti giurano vendetta.

### Atto 2
Renaud sta dicendo ad Artémidore di essere del tutto insensibile alle arti magiche di Armide, mentre quest'ultima, con Hidraot prepara un sortilegio, invocando gli spiriti dell'Inferno (“Esprit de haine et de rage”). Cambia la scena e si vede Renaud in un posto meraviglioso che non riesce a resistere al sonno ("Plus j'observe ces lieux"), mentre una ninfa ed il coro danzano e cantano. Armide potrebbe vendicarsi ma, mentre sta per colpirlo, la rabbia si trasforma in amore e Renaud viene risparmiato. Armide poi con un altro incantesimo lo fa innamorare di sé, sapendo già che al suo amore lei risponderà con Odio.

### Atto 3
Armide si sta commiserando di essere innamorata ("Ah! Si la liberté") e dice a Phénice e Sidonie che desidera usare la magia per obbligare se stessa ad odiare Renaud. Poi evoca Odio e tutte le sue Furie, che iniziano una magia con canti e balli. Ma Armide non resiste e ferma la magia: Odio, offeso, la abbandona.

### Atto 4
I Cavalieri Danois e Ubalde, mentre cercano Renaud, riescono a vincere gli inganni di Armide che, dopo mostri spaventosi, fa apparire le loro care Lucinde e Mélisse.

### Atto 5
Armide assillata dai dubbi, va a interrogare le forze dell'inferno, lasciando il suo amato nel suo palazzo (duetto "Aimons nous"), intrattenuto da canti e balli (ciaccona e Siciliana). Ubalde e Chevalier Danois arrivano per risvegliare Renaud. Armide, tornata dall'inferno, prega Renaud che rimane insensibile. Disperata chiama a sé tutti i demoni dell'Inferno, perché distruggano il suo palazzo e poi parte su un carro volante.

## Edizioni
- 1999 – Les Musiciens du Louvre, direttore: Marc Minkowski, Armide di Christoph Willibald Gluck, Deutsche Grammophon Archiv, Armide (Mireille Delunsch), Renaud (Charles Workman), La Haine (Ewa Podleś), Hidraot (Laurent Naouri)